# Союз христианских социалистов
Союз христианских социалистов (Лига христиан-социалистов, нидерл. Bond van Christen-Socialisten, BCS) — левая политическая партия в Нидерландах начала XX века (в 1907—1919/1926 годах), чья идеология основывалась одновременно на христианских и на марксистских началах, в том числе на принципе классовой борьбы. Социальной базой партии были трудящиеся протестантского вероисповедания и прогрессивных взглядов.

## Особенности партии
Выступала против частной собственности на средства производства, за широкое социальное обеспечение, равные права для женщин, бесплатное образование, отмену акцизов, введение минимальной заработной платы, упразднение монархии и Сената, всеобщее разоружение и независимость Голландской Ост-Индии. 
На выборах 1918 года, впервые проходивших на основе пропорционального представительства и всеобщего избирательного права для мужского населения, смогла попасть в парламент с всего 8 тысячами голосов (около 0,6 % от всех) в силу низкого электорального барьера. Единственным депутатом от партии стал её председатель с 1914 года Вилли Крёйт; в парламенте он сотрудничал с марксистской и революционной Социал-демократической партией и синдикалистской и либертарной Социалистической партией. Другим известным членом Союза христианских социалистов был проповедник Барт де Лигт, ставший анархо-пацифистом и антивоенным активистом.
В 1919 году союз начал распадаться, когда часть его членов во главе с единственным парламентарием партии вступили в Коммунистическую партию, созданную на базе Социал-демократической. Другая часть присоединилась к реформистской Социал-демократической рабочей партии; оставшиеся продолжали существовать самостоятельно, пока в 1926 году не объединились с двумя другими менее радикальными христианско-социалистическими партиями (Христианско-социальной и Христианско-демократической), образовав Христианско-демократический союз, близкий к либеральной теологии Карла Барта и в итоге вошедший в левоцентристскую Партию труда.

## Позднейшие левохристианские партии Нидерландов
- Политическая партия радикалов
- Евангелическая народная партия (Нидерланды)

1. ↑  https://resources.huygens.knaw.nl/repertoriumkleinepolitiekepartijen/PartijDetail?Id=25